# Coris aygula
Coris aygula là một loài cá biển thuộc chi Coris trong họ Cá bàng chài. Loài này được mô tả lần đầu tiên vào năm 1801.

## Từ nguyên
Từ định danh của loài không rõ nguồn gốc được Lacépède sử dụng để chỉ đến aigrette, những chùm lông vũ được đính trên mũ, hàm ý đề cập đến tia gai vây lưng đầu tiên vươn cao ở cá đực.

## Phạm vi phân bố và môi trường sống
Từ Biển Đỏ và bờ biển phía nam bán đảo Ả Rập, C. aygula được ghi nhận trải dài dọc theo bờ biển Đông Phi đến Nam Phi, bao gồm Madagascar và hầu hết các đảo quốc, quần đảo trên Ấn Độ Dương, cũng như bờ biển phía nam Ấn Độ và Tây Úc.
Ở Thái Bình Dương, từ quần đảo Trường Sa (Việt Nam), phạm vi của C. aygula trải dài đến vùng biển các nước Đông Nam Á hải đảo; ngược lên phía bắc đến vùng biển phía nam Nhật Bản và quần đảo Ogasawara, mở rộng về phía đông đến hầu hết các đảo quốc và quần đảo thuộc châu Đại Dương, xa nhất là đến quần đảo Line và đảo Ducie; giới hạn phía nam đến bờ đông Úc, đảo Lord Howe và Rapa Iti. Loài này cũng được ghi nhận tại ngài khơi tỉnh Bình Thuận (Việt Nam) vào năm 2019.
Môi trường sống của C. aygula là các rạn san hô viền bờ và rạn san hô trong các đầm phá, những khu vực có nền đáy cát và đá vụn ở độ sâu đến ít nhất là 45 m; cá con sống trong các hồ thủy triều.

## Mô tả

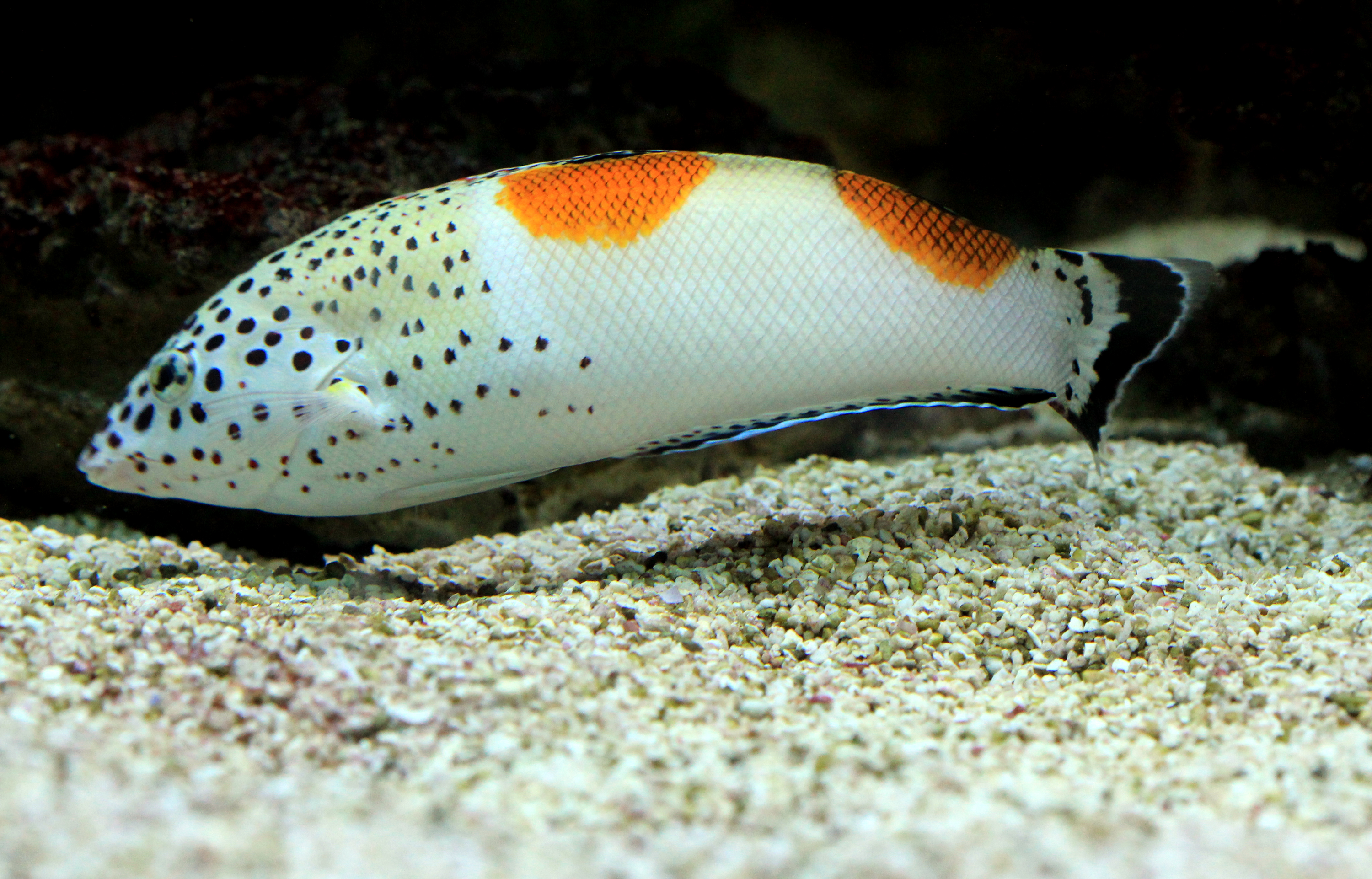
Cá con

C. aygula có chiều dài cơ thể tối đa được biết đến là 120 cm. Tuy nhiên, Randall đã đặt nghi vấn về những mẫu vật có chiều dài vượt quá 70 cm được cho là C. aygula. Vây đuôi của cá cái và cá con được bo tròn, cụt và có các tia vây dài ra ở cá đực. Cá đực trưởng thành có bướu trên trán.
Cá đực có màu xanh lục sẫm với một dải sọc màu lục nhạt ở sau vây ngực. Tia gai thứ nhất của vây lưng vươn dài. Cá cái có hai màu rõ rệt: đầu và thân trước màu xám nhạt đến lục nhạt, chi chít các đốm màu đỏ sẫm; thân sau và đuôi sẫm nâu; hai màu được ngăn cách bởi một sọc trắng ngay giữa cơ thể. Nhiều vệt đốm trên vây đuôi, vây lưng và vây hậu môn. Cá con màu trắng với hai đốm lớn màu cam ở lưng; lấm chấm đen ở đầu và thân trước như cá cái. Phía trên mỗi đốm cam này là một đốm đen viền trắng trên vây lưng.
Số gai vây lưng: 9; Số tia vây ở vây lưng: 12; Số gai vây hậu môn: 3; Số tia vây ở vây hậu môn: 12; Số tia vây ở vây ngực: 13–14.

## Sinh thái học
Thức ăn của C. aygula là các loài thủy sinh không xương sống có vỏ cứng, bao gồm động vật giáp xác, động vật thân mềm và cầu gai. Cá đực trưởng thành thường sống đơn độc.

## Thương mại
Cá con của C. aygula được đánh bắt trong ngành thương mại cá cảnh. Ở Úc, cá con được bán với giá khoảng từ 15–20 AUD một con.